# Rita Mas
Rita Mas (Valência, 1865 - século XX) foi uma activista popular valenciana.

## Biografia
Rita Mas fez-se popular para estar sempre presente nas revoltas, nos motins e as manifestações que desde começos do século XX tiveram lugar na cidade de Valência. Por estas datas, o republicanismo blasquista estava a conformar-se como um partido político, mas também e sobretudo como um importante movimento social, capaz de dar uma resposta democrática ao sistema corrupto e caciquista da Restauração borbónica. Na rua, as massas populares elevavam seus protestos contra qualquer facto arbitrário imposto pelo governo ou enfrentava-se a outros sectores políticos, como os carlistas ou a Une Católica, que tratavam de diminuir a sua força reivindicativa.
Rita Mas faz-se recordar por participar junto a outras mulheres no desenvolvimento destes factos com o mesmo valor ou impetuosidade que os homens. Por exemplo, quando os sectores católicos organizaram uma peregrinação a Roma para aclamar ao “papa-rei”, León XIII, os republicanos, furibundos anticlericales, organizaram um violento protesto. «A Rulla» participou nos factos esvaziando as caixas de cebolas, para que os homens pudessem lançar aos peregrinos que atravessavam em barca nas docas do porto para poder embarcar.
Também seria recordada pela sua participação nas manifestações que tiveram lugar em Valência no verão de 1917. Neste contexto, o governo conservador de Eduardo Dato tinha suspendido as garantias constitucionais e as Cortes, e tinha imposto a censura de imprensa. Como o governo não queria abrir as Cortes, Francisco Cambó organizou em Barcelona uma Assembleia Parlamentar alternativa em que sobretudo se reuniram catalanistas e republicanos. Enquanto, em Valência, as massas republicanas esperavam na rua a chegada de Barcelona do deputado de seu partido, Félix Azzati, para lançar à revolução. «A Rulla»  não pôde  conter-se e  dirige a palavra à gente que esperava e a mais de quinhentos homens que a seguem e começam a revolta. Faz-lhes frente um forte destacamento da Polícia civil. Enquanto se produz o alvoroço, Rita Mas, como outras pessoas, não hesitou a disparar sua pistola Smith para parar os guardas. A multidão popular esgota as munições, e enquanto isso, chegam também os reforços do exército. Antes da descompensação de forças, os «revolucionários» republicanos dispersam-se e fogem. «A Rulla», que tinha então 52 anos, é objecto de uma perseguição violenta  pelos lugares das hortas que rodeiam a cidade, até o ponto que os jornais locais a dão por morta. Reaparece poucos dias depois porque teria conseguido esconder-se na casa de um colega. Depois de poucas semanas, quando a calma voltou a reinar, está de novo na rua.
Por estes factos, Julio Just nomeia-a como a «mulher dos tronos» que precedia às tormentas. Diz também que «era como uma bandeira de combate à frente de uma multidão entusiasmada».

## Referencias
1. 1 2 3 4 5  Diccionari biogràfic de dones.